# Dierama pallidum
Dierama pallidum är en irisväxtart som beskrevs av Olive Mary Hilliard. Dierama pallidum ingår i släktet Dierama och familjen irisväxter. Inga underarter finns listade i Catalogue of Life.